# Stargate: Continuum
 For alternative betydninger, se Stargate. (Se også artikler, som begynder med Stargate)
Stargate: Continuum er en amerikansk science fictionfilm fra 2008 instrueret af Martin Wood. Filmen er en efterfølger til Stargate: The Ark of Truth, som selv var en efterfølger til tv-serien Stargate SG-1.

## Medvirkende
- Ben Browder
- Amanda Tapping
- Christopher Judge
- Michael Shanks
- Beau Bridges
- Claudia Black
- Richard Dean Anderson
- William Devane
- Cliff Simon
- Don S. Davis